# Анаперо-довгокрил рудочеревий
Анапе́ро-довгокрил рудочеревий (Lurocalis rufiventris) — вид дрімлюгоподібних птахів родини дрімлюгових (Caprimulgidae). Мешкає в Андах.

## Опис
Довжина птаха становить 23-26 см, вага 116 г. Верхня частина тіла і крила темно-коричневі, поцятковані рудуватими і охристими плямками і смужками. Хвіст коричневий, поцяткований рудувато-коричневими або сірувато-коричневими смугами, на кінці світлий. Підборіддя темно-коричневе, горло біле, груди темно-коричневі, живіт і боки охристі. Білі плями на крилах і хвості відсутні. Крила відносно довгі, їхні кінчики виступають за кінець хвоста.

## Поширення і екологія
Рудочереві анаперо-довгокрили мешкають в Андах на заході Венесуели (Кордильєра-де-Мерида), у Східному і Центральному хребтах Колумбійських Анд, в горах Сьєрра-де-Періха, на західних схилах Еквадорських Анд, на східних схилах Анд в Еквадорі, Перу і Болівії. Вони живуть у вологих гірських і хмарних тропічних лісах. Зустрічаються на висоті від 1500 до 3450 м над рівнем моря, поодинці або парами. Ведуть переважно присмерковий спосіб життя. Живляться комахами, яких ловлять в польоті, над кронами дерев.